# II Congresso del Partito Comunista d'Italia
Il II Congresso del Partito Comunista d'Italia si svolse a Roma dal 20 al 24 marzo 1922.

## Le Tesi di Roma
Il dibattito congressuale si fondò sulle tesi pubblicate nel corso del mese di gennaio su L'Ordine Nuovo e sugli altri organi di stampa comunisti. I relatori dei documenti furono Amadeo Bordiga e Umberto Terracini relativamente alla tattica, Giovanni Sanna e Antonio Graziadei in tema di questione agraria e Antonio Gramsci e Angelo Tasca per quanto riguardava l'ambito sindacale.
Le tesi sulla tattica, note come Tesi di Roma, rafforzavano il contrasto con la socialdemocrazia e la sinistra borghese, evidenziando la necessità di tenersi a distanza da eventuali governi da esse espressi e respingendo con forza l'ipotesi di costituire un fronte unitario con le altre forze della sinistra. Tali posizioni entravano in conflitto con la disciplina dell'Internazionale Comunista: l'esecutivo del Comintern aveva infatti ratificato nel febbraio del 1922 la proposta del Partito comunista russo di adottare, in risposta all'offensiva capitalista, la tattica del fronte unico con i socialdemocratici della Seconda internazionale e dell'Internazionale di Vienna, «con gli anarchici, i sindacalisti, gli operai senza partito e gli operai cristiani».
Pertanto, Trockij e Radek proposero il rigetto delle tesi, che furono infine ammesse al dibattito a solo titolo consultivo. La contrarietà ad esse fu ribadita durante i lavori congressuali dai delegati del Comintern, il bulgaro Vasil Kolarov e lo svizzero Jules Humbert-Droz. A ciò fece seguito una mozione di Bordiga che, in modo puramente formale, accettava che le tesi non potessero «pregiudicare la disciplina internazionale».
La posizione sostenuta nelle tesi - fortemente difesa, tra gli altri, dallo stesso Bordiga, da Terracini e da Gramsci - risultò comunque largamente maggioritaria, ottenendo alla fine 31.089 voti, contro i 4.151 di un ordine del giorno firmato da Graziadei, e sostenuto anche da Tasca, che recepiva le istanze del Comintern.

## I nuovi organismi dirigenti
Il congresso confermò il Comitato esecutivo in carica, composto da Bordiga, Terracini, Fortichiari, Grieco e Repossi. Il Comitato centrale diventò invece esclusivo appannaggio della maggioranza: ne uscirono Belloni, Bombacci, Misiano, Parodi, Polano e Tarsia, rimpiazzati da Togliatti, Azzario, Flecchia, Gasparini e Gnudi, che si andarono ad aggiungere ai cinque componenti dell'esecutivo e a Gramsci, Sessa, Gennari e Marabini.